# Ceuthospora feurichii
Ceuthospora feurichii är en svampart som beskrevs av Bubák 1906. Ceuthospora feurichii ingår i släktet Ceuthospora och familjen Phacidiaceae.   Inga underarter finns listade i Catalogue of Life.